# حليكة
الحليكة أو الغبرة أو الكرش أو النومان أو الشوالة أو الفتقية أو حشيشة الفتق أو النومان الامرد (باللاتينية: Herniaria) جنس نباتي يتبع الفصيلة القرنفلية. يضم الجنس نحو 33 نوع مقبولا و62 نوعا لم يحسم أمرها بعد. يوجد عدد منها في مناطق الوطن العربي وحوض البحر الأبيض المتوسط.

## من أنواع الحليكةالواطنةفي الوطن العربي
- الحليكة التكناوية (باللاتينية: Herniaria glabra) (نسبة إلى ديار قبيلة تكنة) في المغرب العربي
- الحليكة الجرداء (باللاتينية: Herniaria glabra) في بلاد الشام
- الحليكة الرمادية (باللاتينية: Herniaria incana) في بلاد الشام
- الحليكة العربية (باللاتينية: Herniaria arabica) في بلاد الشام ومصر وقبرص وكريت
- الحليكة مهدبة القمة (باللاتينية: Herniaria acrochaeta) في بلاد الشام
- الحليكة نصفية الأسدية (باللاتينية: Herniaria hemistemon) في بلاد الشام
- الحليكة الهلباء (باللاتينية: Herniaria hirsuta) في بلاد الشام